# Боусман, Даррен Линн
Даррен Линн Боусман (род. 11 января 1979) — американский кинорежиссёр, сценарист и продюсер.

## Биография
Даррен Линн Боусман родился 11 января 1979 года в Канзасе. Его родителей звали Нэнси и Линн Боусман. Обвенчался с Лори Боусман 4 октября 2008 года, а 2 января 2010 года женился на ней. Больше всего известен как режиссёр фильмов «Пила 2», «Пила 3», «Пила 4», «Пила: Спираль».

## Фильмография
- 2000 — «Мечты бабочки» (режиссёр, сценарист)
- 2001 — «Потеря идентичности» (режиссёр, сценарист)
- 2005 — «Пила 2» (режиссёр, сценарист)
- 2006 — «Пила 3» (режиссёр)
- 2006 — «Рипо! Генетическая опера (короткометражный фильм)» (режиссёр)
- 2007 — «Пила 4» (режиссёр)
- 2008 — «Рипо! Генетическая опера» (режиссёр, продюсер)
- 2008 — «Страх как он есть» (режиссёр)
- 2010 — «День матери» (режиссёр)
- 2011 — «11-11-11» (режиссёр, сценарист)
- 2011 — «90» (режиссёр)
- 2012 — «Дьявольский карнавал» (режиссёр, продюсер)
- 2012 — «Пустоши» (режиссёр, продюсер)
- 2013 — «Эмили Отем: Сражайся как девчонка» (режиссёр, сценарист)
- 2014 — «Дьявольский карнавал 2» (режиссёр)
- 2014 — «Angelus» (режиссёр, сценарист)
- 2014 — «Святотатство» (режиссёр)
- 2015 — «Город монстров» (режиссёр)
- 2016 — «Абатуар. Лабиринт страха» (режиссёр)
- 2018 — «Святая Агата» (режиссёр)
- 2020 — «С днём смерти» (режиссёр)
- 2021 — «Пила: Спираль» (режиссёр)